# Ivan Lerik
Ivan Lerik (Zagreb, 9. februar 1914 – Zrenjanin, 25. jul 1998) je bio profesor, pedagog i jugoslovenski pisac. Bavio se filozofijom estetike, pitanjima umetnosti i književnom i pozorišnom kritikom. Bio je obrazovan intelektualac, pedagog, esejista i estetičar, human i etičan čovek. Glavno delo mu je Estetika (1972, Ulaznica, Zrenjanin 1972), koje predstavlja filozofski prilaz umetnosti i autorovo nastojanje njenog definisanja.

## Biografija
Roditelji su otac Petar, železnički ložač i majka Katarina, rođena Vraničić, domaćica. Odrastao je u vrlo skromnim ekonomskim uslovima i svoje više školovanje je omogućio davanjem privatnih časova iz francuskog jezika. Osnovnu školu (1920–1924), gimnaziju (1924–1932) i Filozofski fakultet Univerziteta Kraljevine Jugoslavije (1933–1937) je završio u Zagrebu sa diplomom profesora francuskog jezika i književnosti, latinskog jezika i književnosti i jugoslovenske književnosti. U Zrenjanin dolazi posle ženidbe sa Margitom Prašak, čija je porodica ovde imala korene. U Zrenjaninu ostaje do svoje smrti i tu je sahranjen. 

## Pedagoško-obrazovna delatnost
Profesor Gimnazije u Novom Sadu (1942–1944). Posle II svetskog rata direktor učiteljskog kursa u Vrbasu (1944–1945), prosvetni inspektor u Subotici (1945–1946), i Zrenjaninu (1946), direktor gimnazije u Rumi (1946–1947), prosvetni inspektor ministarstva prosvete FNRJ u Beogradu (1947–1950), profesor (1950–1954) i do penzionisanja direktor II Gimnazije u Zrenjaninu (1954–1977).
Ivan Lerik je bio cenjen i voljen profesor. Bio je odan školi i svojim đacima. Sa velikim entuzijazmom je prišao obrazovanju novih generacija i za svoj kulturno-prosvetni rad je dobio niz diploma i pohvala. Gimnazija u Zrenjaninu, koju je vodio, kao prethodnica reformi, bila je proglašena eksperimentalnom.  
Napisao je niz publikacija iz oblasti pedagogije i kulture objavljenih između 1947–1973. Izdvajaju se: 
- Politehnizacija i seminarska nastava (Prosvjetni list, Sarajevo, 1956)
- Profesionalizovan duh u nastavi; Jedan vid seminarske nastave; Intenzitet u nastavi; O ocenjivanju ucenika; O vaspitanju omladine; O integraciji nastavnog    programa; Nastavni programi i radna nedelja; (Pedagoška stvarnost, Novi Sad, 1956–1971)
- Studiranje sredine (Nastava i vaspitanje, Beograd, 1957)
- Proizvodni rad učenika (Tehničko vaspitanje, Beograd, 1962)

## Literarna delatnost
Pored svog stručnog pedagoškog rada Ivan Lerik je bio estetičar i značajan teoretičar i kritičar umetnosti.
Njegovi najznajčajniji radovi iz književnosti i teorije umetnosti su:
- Studija o Marsel Prustu (Novosti, Zagreb, oktobar, 1940)
- Studija o Žil Romenu (Novosti , Zagreb, novembar 1940)
- Brošura O modernističkoj umetnosti (Narodni Univerzitet, Zrenjanin, 1955)
- Brošura Simbolizam u književnosti, (Rad, Beograd, 1957)
- O istini i umetnosti (Savremenik, Beograd, 1957)
- Estetika (Ulaznica, Zrenjanin, 1972).

## Estetika
Estetika  je životno delo profesora Ivana Lerika iz oblasti teorije umetnosti. Delo predstavlja filozofsko gledanje na umetnost sa vrlo strukturiranim pogledom na šta su po autorovom shvatanju njeni primarni kvalifikativi koji nju čine i bez kojih ona ne postoji. Knjiga obuhvata pet delova sa grupisanim temama:
1. Filozofska osnova estetike
2. Primarni kvalifikativi umetnosti
3. Životnost i istinitost, dva konstitutivna kvalifikativa u nerazdvojnom sklopu
4. Zablude koje ometaju prilaz biću umetnosti. Pogrešna identifikacija i izjednačavanje lepog i umetnosti, veštine i umetnosti, ideje i umetnosti.
5. Analiza veza i odnosa između društva i umetnosti. Sloboda stvaralaštva i sloboda kritike.

## Priznanja i nagrade
- Počasno zvanje pedagoškog savetnika od 1960.
- Odlikovanje: Orden rada sa zlatnim vencem (1966)
- Dobitnik je najviše republičke nagrade za prosvetne radnike „25 maj“ (1968).